# 舷梯

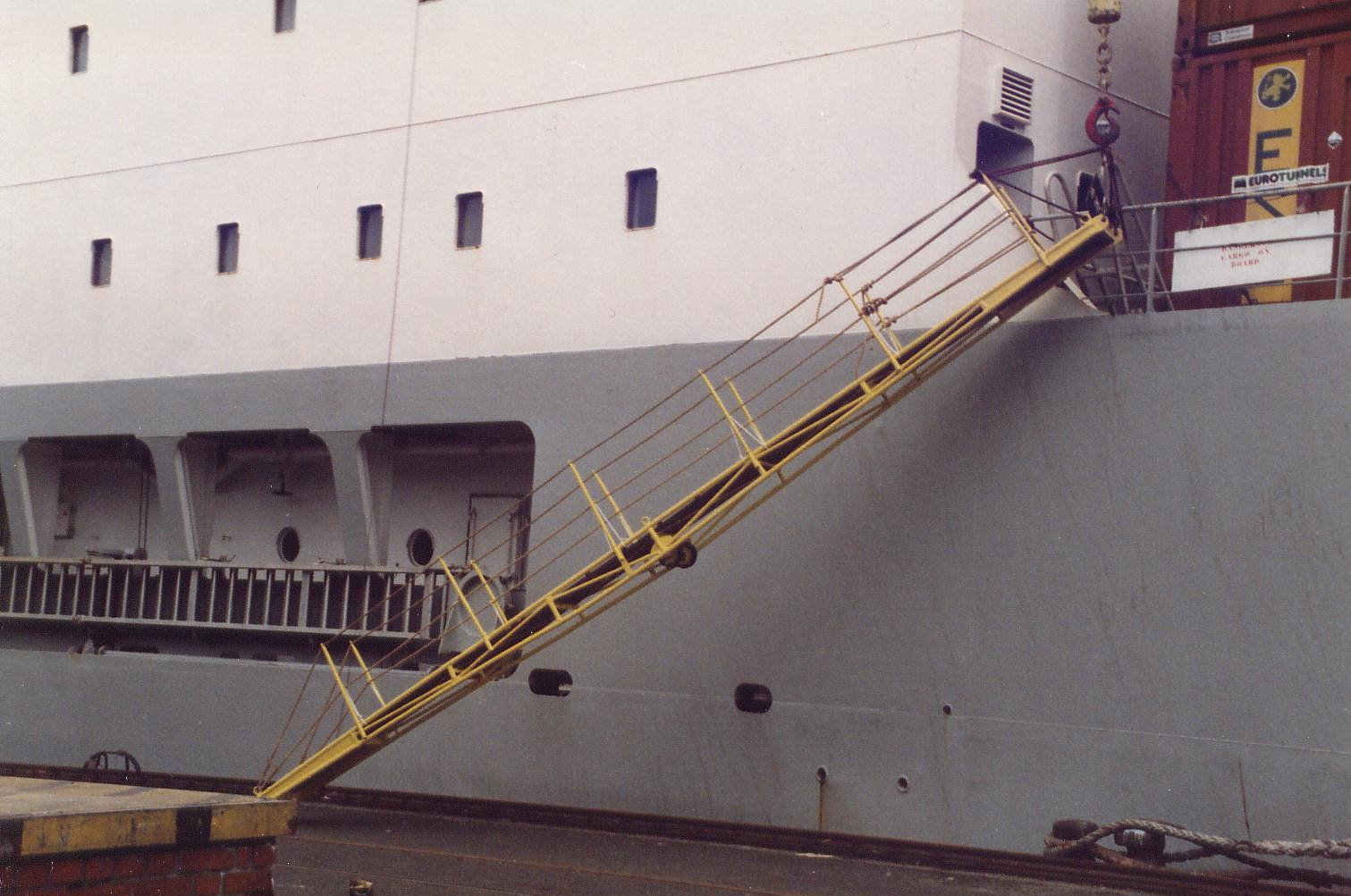
舷梯

舷梯是供乘客及船員上下船隻的活動梯，一般位於船隻一側。人員上下船時舷梯放下，船隻開航前會將舷梯收起。澳大利亚悉尼海外客运码头使用的建於20世纪的可伸缩舷梯已被列入澳大利亞国家文物名录。